# Навар Бич (Флорида)
Навар Бич (енгл. Navarre Beach) насељено је место без административног статуса у америчкој савезној држави Флорида.

## Демографија
По попису из 2010. године број становника је 638.
| Група             | 2000.    | 2010.       |
| Белци             | 0 (0,0%) | 579 (90,8%) |
| Афроамериканци    | 0 (0,0%) | 4 (0,6%)    |
| Азијати           | 0 (0,0%) | 10 (1,6%)   |
| Хиспаноамериканци | 0 (0,0%) | 30 (4,7%)   |
| Укупно            | 0        | 638         |